# جليم جاز
جليم جاز هي شركة إيطالية تنتج وتصدر الأجهزة المنزلية. تأسست عام 1959 بهدف إدخال التكنولوجيا المتقدمة في مجال الأجهزة المنزلية وتصنيع منتجات عالية الجودة وبأسعار مناسبة للمستهلكين. وبدأت في تصنيع المواقد، ثم الأفران، ومن ثم الأجهزة المنزلية المختلفة. ومن خلال 35 عاماً من الخبرة في مجال أسواق الأجهزة المنزلية، يتم تصدير جليم جاز حالياً إلى أكثر من 45 دولة وأكثر من 150 مليون مستهلك في مختلف أنحاء أوروبا وإفريقيا وآسيا والشرق الأوسط. 
وعلى الرغم من ذلك، فإنها لا تزال تحتفظ بمكانة رائدة في السوق المحلية في إيطاليا.